# Marshall Amplification

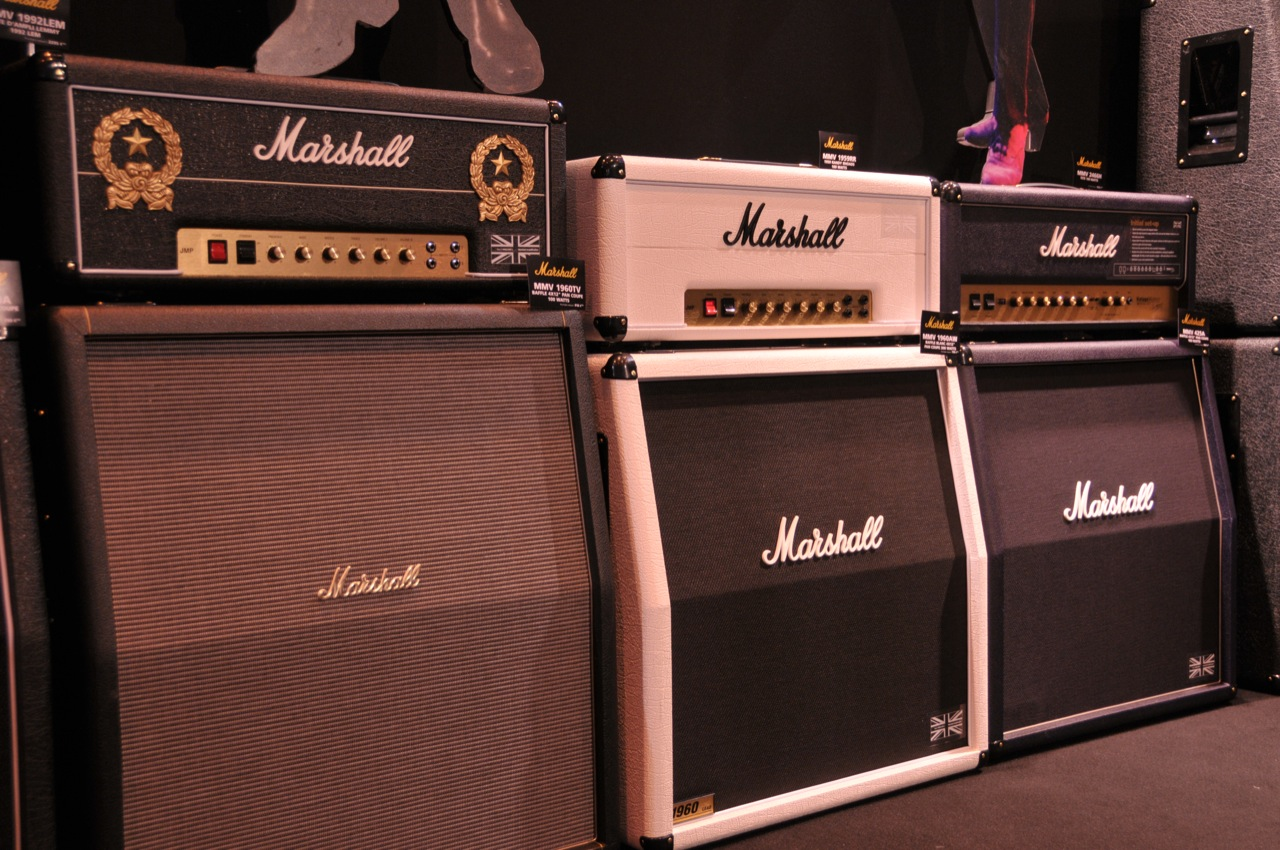
Marshall-Verstärker und Boxen

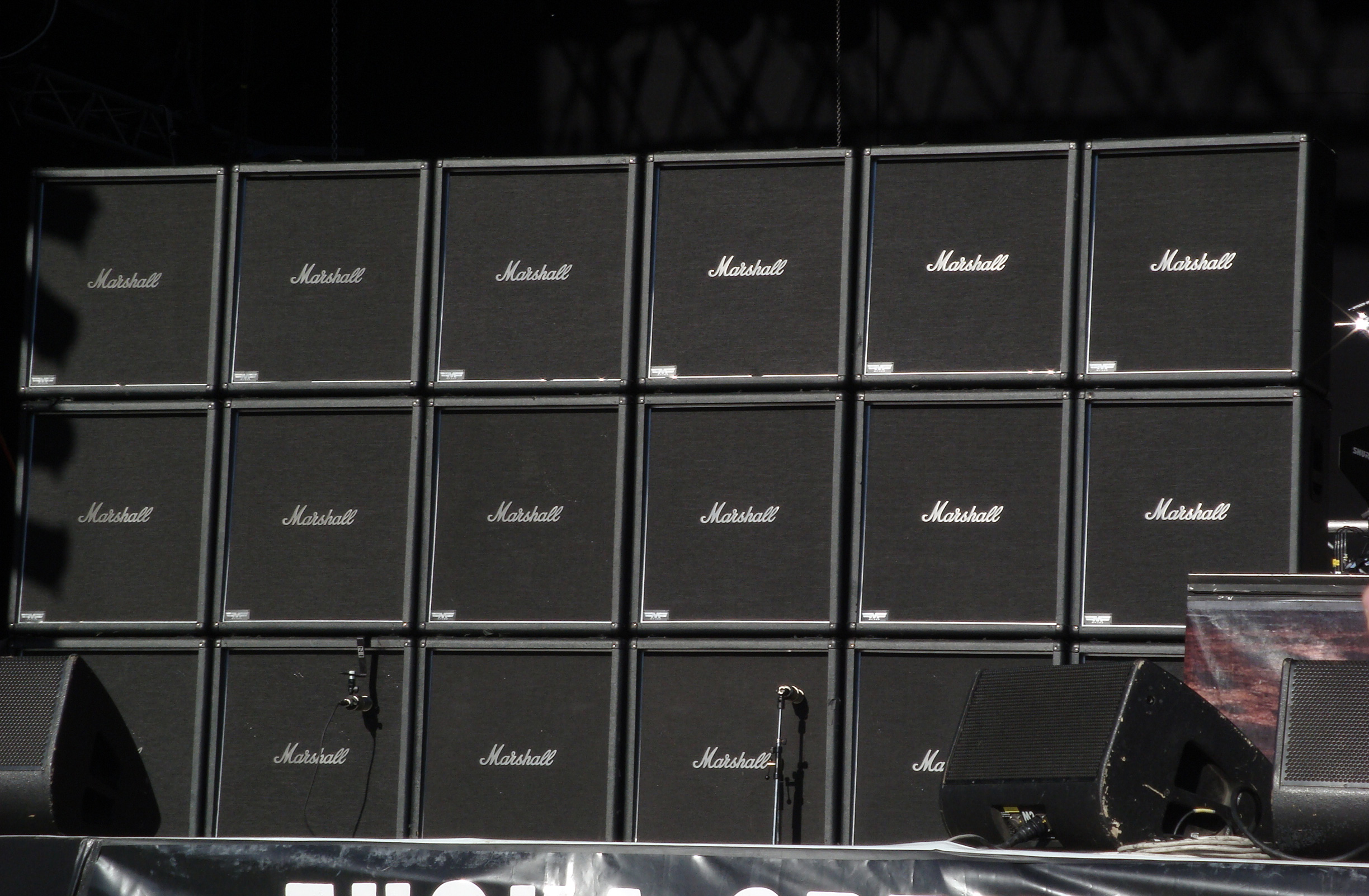
Gestapelte Marshall-Boxen

Marshall Amplification plc ist ein englisches Unternehmen, das Musikverstärker, Lautsprecherboxen, Effektgeräte und Kopfhörer entwirft und herstellt. Es wurde vom Schlagzeugladenbesitzer und Schlagzeuger Jim Marshall 1962 in London gegründet und hat seinen Sitz in Bletchley.

## Geschichte
Der Gründer des Unternehmens war Jim Marshall, der 1960 seinen ersten Schlagzeugladen in Hanwell, London, eröffnet hatte und außerdem Lautsprecherboxen für Musikinstrumente in seiner Garage baute. Da er auch Unterricht gab, brachten viele der Schlagzeuger ihre Gitarristen und Bassisten mit, und so erweiterte Jim schon bald sein Sortiment um Bass- und Gitarrenverstärker. Nach Gesprächen mit seinen Kunden, welche auf der Suche nach einem anderen, nicht so „cleanen“ Ton waren (Townshend, Brian Poole und Jim Sullivan), baute sein Angestellter Ken Bran ab 1962 die ersten Marshall-Röhrenverstärker. Als Basis wählten sie die elektrische Schaltung des (5F6A) Fender-Bassman, welcher klangliche Eigenschaften mitbrachte, die ihren Vorstellungen am nächsten kamen.
Hieraus entstand im gleichen Jahr der Marshall Plexi (JTM45). Im Jahr 1964 folgte der legendäre „Bluesbreaker“-Combo-Verstärker (Typ 1962), welcher erstmals dem typischen Marshall-Klang zum Durchbruch verhalf. Dieser Verstärker war es, welcher von Eric Clapton auf dem später in der Blues-Szene legendären John-Mayall-Album „Bluesbreakers“ von 1966 verwendet wurde. Bei der Suche nach mehr Lautstärke und Leistung entstand auf Anregung einiger Musiker auch das erste 100-Watt-Topteil mit der Bezeichnung „JTM 45/100“. Später folgten weitere 100-Watt-Versionen der Verstärker JTM 100 MK V und JMP 1959 und etablierten diese als heute noch akzeptierten Standard für bühnentaugliche Verstärkerleistung.
In Zusammenarbeit mit Pete Townshend, dem Gitarristen der Band The Who, wurde auch das berühmte „Marshall-Stack“ entwickelt. Zunächst wurden für Townshend 8×12"-Boxen hergestellt. Diese waren jedoch viel zu unhandlich für dessen Roadies. Jim Marshall schlug daraufhin vor, die Lautsprecher in zwei Gehäusen unterzubringen, die sich stapeln lassen. Ein solches Marshall- oder Full-Stack wird seither aus zwei 4×12"-Lautsprecherboxen und einem Verstärker-Topteil aufgebaut. Eine einzelne 4×12"-Box mit Verstärker-Topteil bezeichnet man analog als „Halfstack“.
1976 führte Marshall die „MK II Master-Series“ ein, deren wohl beliebtestes Modell – das „2203“-Topteil – auch in der ab 1980 erschienen „JCM-800“-Serie nahezu unverändert weitergebaut wurde.
Die Unternehmensgeschichte von Marshall wird von zahlreichen Gitarristen wie zum Beispiel Stevie Salas, Eddie van Halen, Randy Rhoads, Jimi Hendrix, Eric Clapton, Angus Young (AC/DC), Jeff Beck, Gary Moore, Pete Townshend, Lemmy Kilmister (Motörhead), Slash (Guns N’ Roses, Velvet Revolver), Joe Satriani, Yngwie Malmsteen, Kerry King (Slayer), Zakk Wylde (Black Label Society), Bryan Adams, Dave Murray, Adrian Smith, Janick Gers (alle 3 Iron Maiden), John Frusciante (Red Hot Chili Peppers) und vielen anderen begleitet.
Die klassischen Geräte aus den 1960er-Jahren hatten einen grün- bzw. blau-schwarzem Bezug mit goldfarbenen Zierleisten und goldenem Unternehmenslogo. Die Boxen, wie zum Beispiel die „1960TV“, waren mit einem grauen Bezugsstoff bespannt. Seit Mitte der 1970er-Jahre sind bis auf einige Sonderanfertigungen sämtliche Marshall-Modelle in schwarz-weißem Design mit Messingbedienpaneelen gehalten und mit einem weißen Unternehmensschriftzug versehen.
1998 kam die „JCM-2000“-Serie auf den Markt, bestehend aus verschiedenen Röhrenverstärkern, die neben dem typischen „Marshall Brown Sound“ auch Fender-typische Cleansounds und moderne Nu-Metal-Sounds anbieten. Jüngstes Mitglied der Marshall-Familie ist der neue „JVM“, (Jim and Victoria Marshall), der viele moderne Features wie MIDI und 4 Kanäle bietet.
Zum 25. Firmenjubiläum 1987 erschien die Silver-Jubilee-Serie mit den Topteilen 25/50 und 25/53 sowie dem Combo 25/54.
Im März 2023 übernahm der schwedische Kopfhörer- und Lautsprecherhersteller Zounds Industries AB die Gesellschaft. Beide Unternehmen firmieren nun unter den Namen Marshall Group. Die Familie Marshall sollte mit 24 % der größte Anteilseigner der neu gegründeten Gesellschaft sein.

## Eingestellte Verstärkermodelle (Auswahl)

### JTM (1962–1968)
Die ersten Marshall-Verstärker wurden mit JTM45 bezeichnet – JTM steht dabei für “Jim and Terry Marshall” (Terry war Marshalls Sohn). Diese Verstärker haben zwei Kanäle (Normal und High Treble) mit jeweils zwei Eingängen, welche durch eine Brücke verbunden werden können. Die 4-Band-Klangregelung (Bass, Middle, Treble, Presence) wirkt auf beide Kanäle. Bei diesen frühen Modellen gab es noch viele Änderungen in der laufenden Serie, teilweise aufgrund der Verfügbarkeit von passenden Bauteilen.
JTM45 (1962–1966)

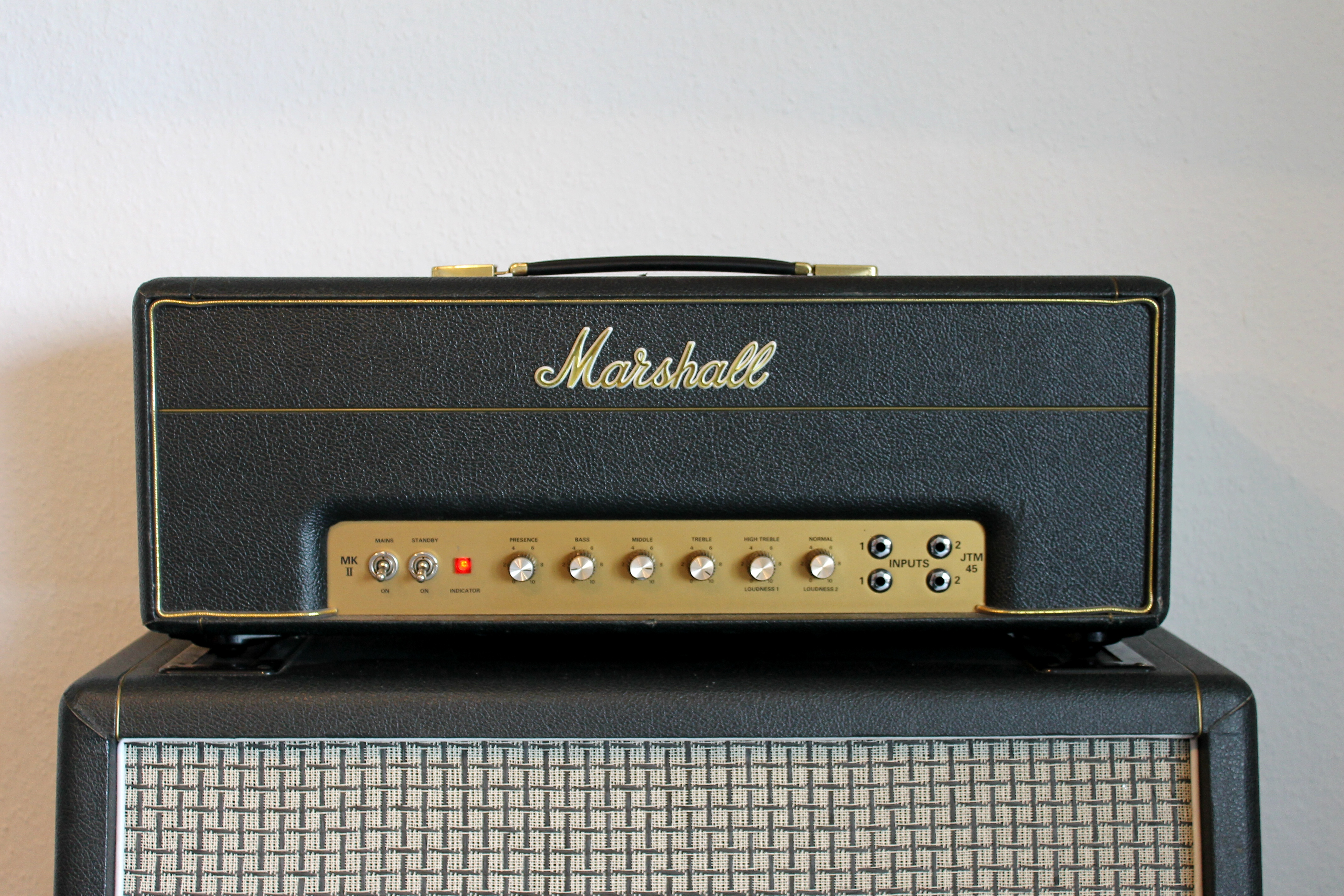
Marshall JTM 45 MK II Reissue 1997

Marshalls erster Gitarrenverstärker war im Wesentlichen eine Kopie des 1959er-Fender-Bassman mit KT66-Röhren
- JTM45 Head : Topteil, ab 1965 als 1987 bezeichnet
- JTM45 Lead (1961) : 4x10”-Combo
- JTM45 Bass & Lead (1962) : 2x12”-Combo (Blues Breaker)
- JTM45 Tremolo Lead (1987T) : 45-W-Topteil mit Tremolo in Röhrenbauweise

JTM100 (1965–1967)
Die 100-W-Version des JTM45 mit zunächst vier KT66-, später vier EL34-Röhren wurde auf Wunsch der Kunden nach mehr Leistung ins Programm genommen. Nach einer Idee von Pete Townsend gab es auch Versionen mit Tremolo, diese wurden aber nur in geringen Stückzahlen produziert.
- JTM100 Super Lead (1959) : 100-W-Topteil
- JTM100 Tremolo Super Lead (1959T) : 100-W-Topteil mit Tremolo
- JTM100 Super PA (1968) : 100-W-Topteil, PA-Version des 1959 mit 4 Kanälen und 8 Eingängen
- JTM100 Super Bass (1992) : 100-W-Topteil, Bass-Version des 1959
- JTM100 Tremolo Super Bass (1992T) : 100-W-Topteil, Bass-Version des 1959T

JTM50 (1966–1967)
Mit der ersten großen Überarbeitung fand der Wechsel auf EL34-Röhren statt. Gleichrichter mit Dioden statt GZ34-Röhren
- JTM50 Lead (1987) : 50-W-Topteil
- JTM50 Tremolo Lead (1987T) : 50-W-Topteil mit Tremolo
- JTM50 Lead (1961) : 50-W-4x10"-Combo mit Tremolo
- JTM50 Bass & Lead (1962) : 50-W-2x12"-Combo (Blues Breaker) mit Tremolo
- Zusätzlich gab es PA-Versionen des JTM50

### JMP (1967–1981)
Mit der nächsten Überarbeitung der Verstärker wurde die Bezeichnung auf JMP (Jim Marshall Products) umgestellt. Das Chassis wurde jetzt nicht mehr von Hand aus Aluminium gefertigt, sondern maschinell aus Stahl, wodurch die Verstärker robuster wurden. 1969 wurde die Front von Plexiglas auf das noch heute verwendete goldene, gebürstete Aluminium umgestellt.
- JMP100 Super Lead (1959) : 100-W-Topteil, auch mit Tremolo (1959T) und als 2x12”-Combo (2159)
- JMP50 Super Lead (1987) : 50 W Topteil, auch mit Tremolo (1987T) und als 2x12”-Combo (2187)
- JMP50 Lead (1961) : 50-W-4x10"-Combo mit Tremolo
- JMP50 Bass & Lead (1962) : 50-W-2x12"-Combo (Blues Breaker) mit Tremolo
- Zusätzlich gab es PA- und Orgel-Versionen des JMP50

1975 wurden die Master-Volume-Lead-Modelle eingeführt:
- 2203 / 2103 : 100-W-Topteil / 2x12”-Combo
- 2204 / 2104 : 50-W-Topteil / 2x12”-Combo

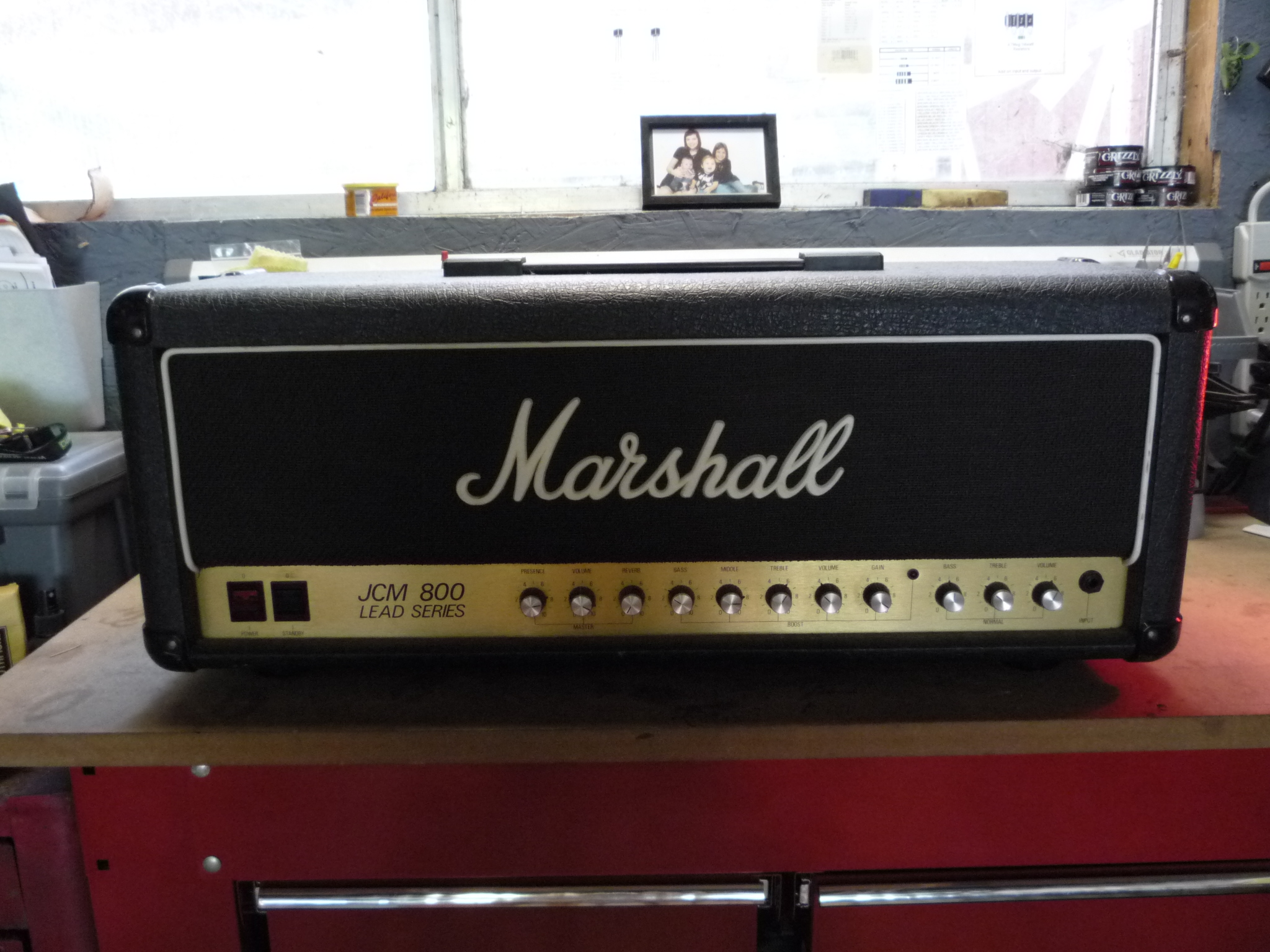
Marshall JCM 800 Model 2205

- Zusätzlich gab es weitere Modelle

### JCM 800 (1981–1989)
Den Beginn der Serie machten die bereits bekannte JMP-MKII-Modelle, welche in JCM 800 umbenannt wurden, dabei aber ihren Aufbau und ihre Modellnummer beibehielten.
- 1959 / 1987 : 100-/50-W-Topteil ohne Master-Volume, 4 Eingänge
- 2203 / 2204 : 100-/50-W-Topteil mit Master-Volume
- 4010 : 50-W-1×12″-Combo
- 4104 : 50-W-2×12″-Combo
- 4103 : 100-W-2×12″-Combo

Ein Jahr später, 1982, macht Marshall dann einen großen Sprung in die Moderne. Mit dem 4210 gab es erstmals zwei per Fußschalter umschaltbare Kanäle mit eigener Klangregelung: Normal Channel mit Volume, Bass, Treble und Boost Channel mit Gain, Volume und 3-Band-Klangregelung (Bass, Middle, Treble). Ebenfalls neu waren die Clipping-Dioden im Boost-Channel, welche für zusätzliche, aber auch harsche Verzerrung in der Art von Distortion-Pedalen sorgten. Dazu kamen ein serieller FX Loop, ein eingebauter Federhall und ein Master-Volume. Die Verstärker waren mit Leiterplatten (PCB) aufgebaut, an Röhren wurden vier ECC83 und zwei EL34 verwendet.
- 4210 : 50-W-1x12”-Combo

1983 ging es mit den zweikanäligen Verstärkern weiter, nun auch als Topteil und mit 100 W. Nun kam auch ein Presence-Regler in die Master-Sektion.
- 2205 / 4212 : 50-W-Topteil / 2x12”-Combo,
- 2210 / 4211 : 100-W-Topteil / 2x12”-Combo

### JCM 900 (1990–1999)
Die High Gain Master Volume MK-III-Modelle besitzen nur einen Kanal mit 4-Band-Klangregelung (Bass, Middle, Treble, Presence) und Clipping-Dioden, aber zwei per Fußschalter umschaltbare Master-Volume-Regler.
- 2100 / 2101 : 100-W-Topteil / 1x12”-Combo
- 2500 / 2501 / 2502 : 50-W-Topteil / 1x12”-Combo / 2x12”-Combo

Bei den High-Gain-Dual-Reverb-Modellen schaltet der Fußschalter zwischen zwei Kanälen, welche jeweils einen eigenen Reverb-Regler haben. Sie teilen sich aber eine 4-Band-Klangregelung.
- 4100 / 4101 / 4102 : 100-W-Topteil / 1x12”-Combo (Celestion G12H-100) / 2x12”-Combo (Celestion G12T-75),
- 4500 / 4501 / 4502 : 50-W-Topteil / 1x12”-Combo (Celestion G12T-75) / 2x12”-Combo (Celestion G12T-75)

1993 wurden die High-Gain-Master-Volume-Regler zu SL-X-Reglern (Super Lead Extended) überarbeitet.
- 2100 / 2101 SL-X : 100-W-Topteil / 1x12”-Combo
- 2500 / 2501 / 2502 SL-X : 50-W-Topteil / 1x12”-Combo / 2x12”-Combo

### Valvestate (1991–2000)
Die Valvestate waren eine Serie von günstigen Hybrid-Verstärker als Combo von 10 bis 100 W oder als 100-W-Topteil. Größtenteils sind sie mit Transistortechnik aufgebaut, besitzen aber eine einzelne ECC83-Röhre in der Vorstufe. Der Name Valvestate ist ein Kofferwort aus Valve, dem englischen Begriff für eine Verstärkerröhre, und Solid State (Halbleiter).
Die ersten Modelle (8000er) wurden später als MK I bezeichnet. 1996 wurden sie durch die MK-II-Versionen abgelöst (VS-Modellnummern).

### JTM 30, JTM 60 (1994–1997)
Mit den JTM 30 brachte Marshall kleinere Combo-Verstärker unterhalb den üblichen 50 W heraus. Es kamen drei ECC83- und erstmals zwei 6L6-Röhren (in der Endstufe) zum Einsatz. Die Verstärker haben zwei per Fußschalter schaltbare Kanäle (Normal und Boost), eine 3-Band-Klangregelung, FX Loop, Reverb- und Master-Volume-Regler.
- JTM310 / JTM312 : 30-W-1x10”-Combo / 1x12”-Combo

1995 erschien mit dem JTM 60 der große Bruder des JTM 30, nun wieder mit zwei für Marshall typischen EL34-Röhren. Des Weiteren bekam jeder Kanal seine eigene 3-Band-Klangregelung, auch der Reverb war getrennt einstellbar.
- JTM600 / JTM610 / JTM612 / JTM622 / JTM615 : 60-W-Topteil / 3x10”-Combo / 1x12”-Combo / 2x12”-Combo / 1x15”-Combo

### JCM 600 (1997–1999)
Der JCM 600 war als Nachfolger des JTM 60 gedacht. Er besitzt den gleichen Aufbau, wurde aber optisch modernisiert. Auf Versionen mit 10” oder 15” wurde jetzt aber verzichtet.
- JCM600 / JCM601 / JCM602 : 60-W-Topteil / 1x12"-Combo / 2x12"-Combo

### JCM 2000 (1997–2008)
Die JCM 2000 Serie startete mit den "DSL (Dual Super Lead)"-Modellen. Diese Verstärker sind mit zwei Kanälen und einer Reverb-Funktion ausgestattet. Die beiden Comboxen haben pro Kanal eine eigene 3-Band-Klangregelung und gemeinsamen Reverb, FX-Mix und Master.
- DSL201 : 20-W-1x12”-Combo, zwei EL84
- DSL401 : 40-W-1x12”-Combo, vier EL84

Die Topteile habe zwei Modi pro Kanal, Classic Gain (Clean und Crunch) und Ultra Gain (Lead 1 und Lead 2), eine gemeinsame 4-Band-Klangregelung mit zusätzlichem Tone-Shift- und Deep-Schalter. Der Reverb ist nach Kanal getrennt mit zwei Reglern einstellbar.
- DSL50 : 50-W-Topteil, zwei EL34
- DSL100 : 100-W-Topteil, vier EL34

2000 wurde die Serie zu den TSL (Triple Super Lead) mit drei Kanälen ausgebaut. Bei den 60-W-Modellen teilen sich Crunch und Lead eine gemeinsame 3-Band-Klangregelung, Reverb und Clean haben dafür eigene Regler. Allen Kanälen gemeinsam zugeordnet sind Presence, FX-Mix und Master Volume. Bei den 100-W-Modellen haben alle drei Kanäle eine eigene Klangregelung.
- TSL60 / TSL601 / TSL602 : 60-W Topteil / 1x12”-Combo / 2x12”-Combo, zwei EL34
- TSL100 / TSL122 : 100-W-Topteil / 2x12”-Combo, vier EL34

### Mode Four (2003–2008)
Diese Verstärker mit Metallgitter-Optik zielten auf den damals aktuellen Trend Nu Metal ab. Es sind Hybrid-Verstärker mit Röhren in der Vorstufe und einer Transistor-Endstufe. Sie haben einen für Marshall untypischen Ton mit wenig Mitten.
- MF350 : 350-W-Topteil

### Vintage Modern (2007–2013)
Wie der Name bereits andeutet, sollten die Vintage-Modern-Verstärker den klassischen Marshall-Ton mit modernen Möglichkeiten verbinden. Es waren die ersten Marshall-Verstärker seit Ende der 1960er, die mit KT66-Röhren ausgestattet wurden. Der Gain wird mit zwei Reglern, Body und Detail, getrennt eingestellt, welche es ermöglichen, eher tiefe oder hohe Frequenzen zu betonen. Mit dem Dynamic-Range-Schalter lässt sich zwischen wenig oder viel Verzerrung umschalten, auch per Fußschalter. Neben der 4-Band-Klangregelung und einem Master Volume gibt es auch einen eingebauten Reverb, welches per Fußschalter geschaltet werden kann.  
- 2466 : 100-W-Head
- 2266 / 2266C : 50-W-Topteil / 2x12”-Combo (Celestion G12C)

### MA (2009–2011)
Die MA-Serie waren günstigere Röhrenverstärker mit zwei Kanäle mit jeweils 3-Band-EQ. Der Overdrive Crunch kann als dritter Kanal benutzt werden. Zusätzlich gibt es Presence, Master Volume und einen Federhall. Es kamen drei ECC83- und zwei/vier EL34-Röhren zum Einsatz. Die Verstärker wurden in Vietnam hergestellt.
- MA50H / MA50C : 50-W-Topteil / 1x12”-Combo
- MA100H / MA100C : 100-W-Head / 2x12”-Combo

### HAZE (2009–2011)
Die HAZE-Serie ist eine Kombination traditioneller Röhrentechnologie in Vor- und Endstufe mit moderner Digitaltechnik für eingebaute Effekte. Diese Verstärker haben jeweils zwei Kanäle mit einer gemeinsamen 3-Band-Klangregelung, einem Bright-Switch sowie abschaltbare Digitaleffekte: einen digitalen Reverb und ein zuschaltbarer Effekt aus der Auswahl Echo/Vibrato/Chorus, der pro Kanal einzeln gespeichert wird.
- MHZ15 : 15-W-Topteil
- MHZ40C : 40-W-1x12”-Combo, drei ECC83, zwei EL34, zusätzlich beide Kanäle mit einem Boost- und Presence-Regler, FX Loop, Emulated Line Out

### JMD:1 (2010–2012)
Die JMD:1-Serie beinhaltete die ersten digitalen Modelling-Verstärker von Marshall. Sie wurde zusammen mit Softube entwickelt und bietet 16 digitale Modelle von bekannten Marshall-Verstärkern. Die Endstufe ist in Röhrentechnik mit zwei/vier EL34 aufgebaut. Direkt am Verstärker lassen sich 4 Speicherplätze/Kanäle einstellen, per Fußschalter sind es 28, per MIDI 128. Die Verstärker haben außerdem einen FX Loop, Emulated Line Out, eingebauten Reverb, Delay und eine Effektsektion mit Noise-Gate/Chorus/Phaser/Flanger/Tremolo. Die Verstärker wurden in China gefertigt.
- JMD50 / JMD501 : 50-W-Topteil / 1x12”-Combo
- JMD100 / JMD102 : 100-W-Topteil / 2x12”-Combo (1x Celestion 12AX75, 1x Celestion G12MD70)

## Aktuelle Gitarrenverstärker

### MG (seit 1999)
Die MG-Serie besteht aus preisgünstigen Verstärkern in Transistorbauweise, teilweise mit digitaler Effekt-Sektion. Es gibt unterschiedliche Modelle vom 10 W-1x6,5”-Combo bis zum 100-W-Topteil.

### JVM (seit 2007)
Mit der JVM-Serie bietet Marshall klassische Röhrentechnik gepaart mit modernen Schaltmöglichkeiten für eine maximale Flexibilität. Je nach Modell gibt es zwei oder vier getrennt regelbaren Kanäle jeweils mit Gain, Volume und 3-Band-Klangregelung und jeweils drei Modi. Dazu kommen zwei Master, Resonance, Presence und getrenntem Reverb für jeden Kanal, außerdem Effekt-Loop, MIDI und Recording Out. Die Soundeinstellungen der Schalter sind programmierbar und per Fußschalter oder MIDI abrufbar. Die JVM-Serie wird in England gefertigt.
- JVM410H/JVM410C: 100-W-Topteil/2x12"-Combo, vier Kanäle, UVP 1479,- €/1699,- €
- JVM210H/JVM210C: 100-W-Topteil/2x12"-Combo, zwei Kanäle, UVP 1359,- €/1659,- €
- JVM205H/JVM205C/JVM215C: 50-W-Topteil/2x12"-Combo/1x12"-Combo (Celestion G12 B), zwei Kanäle, UVP 1259,- €/1459,- €/1360,- €
- JVM410HJS: 100-W-Topteil, vier Kanäle, Joe Satriani Signature mit Noise Gate statt Reverb und anderem Voicing der vier Kanäle, OD1 und OD2 sind identisch, UVP 2070,- €

### DSL (seit 2012)
Die aktuelle DSL-Serie ersetzte die nur kurz gebaute MA-Serie und ist sehr erfolgreich. Sie bietet ein weiteres Spektrum von kleinen Übungsverstärkern bis hin zum 100-W-Topteil. Alle Verstärker dieser Serie sind in Röhrentechnik aufgebaut (Vorstufe und Endstufe) und orientieren sich laut Marshall an dem JCM2000 DSL100. Sie haben zwei Kanäle mit einer gemeinsamen 3-BandaKlangregelung und einen Tone-Shift. Die in Vietnam hergestellten DSL sind damit eine günstigere Alternative zu den noch flexibleren JVMaModellen.
- DSL5C: 5-W-1x10”-Combo (Celestion Ten 30)
- DSL15H/DSL15C: 15-W-Topteil/1x12”-Combo (Celestion G12E-60 Custom), zusätzlicher Presence-Regler
- DSL40C: 50-W-1x12”-Combo (Celestion Seventy 80), zwei EL34, zwei Modi pro Kanal, Presence, Resonance und digitaler Reverb mit getrennten Reglern für beide Kanäle
- DSL100H: 100-W-Topteil, wie DSL40C aber vier EL34-Röhren

Für 2018 wurde die Serie deutlich überarbeitet und nach unten um 1-W-Modelle erweitert. Die kleineren Modelle sind jetzt auch mit einem digitalen Reverb ausgestattet und der 40 W und 100 W haben getrennte Reverb-Regler für die beiden Kanäle sowie zwei Master.
- DSL1HR/DSL1CR: 1-W-Topteil/1x8”-Combo (Celestion Eight 15), Clean-Kanal nur mit einem Volume-Regler, UVP 289,- €/339,- €
- DSL5CR: 5-W-1x10”-Combo (Celestion Ten 30), beide Kanäle mit Gain und Volume, UVP 489,- €
- DSL20HR/DSL20CR: 20-W-Topteil/1x12”-Combo (Celestion Seventy 80), zusätzlich Presence- und Resonance-Regler, UVP 539,- €/639,- €
- DSL40CR: 40-W-1x12”-Combo (Celestion V-Type), zwei Modi pro Kanal, getrennte Reverb-Regler, zwei Master, UVP 829,- €
- DSL100HR: 100-W-Topteil, wie DSL40CR aber vier EL34-Röhren, UVP 949,- €

### Vintage Reissues (seit 2015)
Mit den Neuauflagen (Reissues) von beliebten Modellen möchte Marshall einen Zugang zu klassischen Sounds ermöglichen.
- 2555X Silver Jubilee: 100-W-Topteil (mit Schalter für 50 W) mit vier EL34-Röhren
- 1987X Plexi: 50-W-Topteil mit zwei EL34-Röhren
- JTM45 2245: 30-W-Topteil mit zwei 5881-Röhren
- JCM800 2203: 100-W-Topteil mit vier EL34-Röhren
- JCM900 4100: 100-W-Topteil mit vier 5881-Röhren
- 1962 Bluesbreaker: 30-W-Combo mit 2x12"-Celestion-G12M-25-Lautsprechern und zwei 5881-Röhren

### Astoria (seit 2015)
Die Verstärker der Astoria-Serie verbinden klassischen, vintage Röhrensound mit modernen Schaltmöglichkeiten und verwenden ECC83-, GZ34- & KT66-Röhren. Sie werden in der Art von Boutique-Amps kleinerer Hersteller in England von Hand auf einem Turretboard verdrahtet und sind dementsprechend teuer.
- Astoria Classic (AST1H/AST1C): 30-W-Topteil/1x12”-Combo (Celestion G12H-75, 12"-Custom-Creamback), ein Kanal, zwei Eingänge, grün, UVP 2149,- €
- Astoria Custom (AST2H/AST2C): 30-W-Topteil/1x12”-Combo (Celestion G12H-75, 12"-Custom-Creamback), ein Kanal, Gain-Boost per Fußschalter, rot, UVP 2299,- €
- Astoria Dual (AST3H/AST3C): 30-W-Topteil/1x12”-Combo (Celestion G12H-75, 12"-Custom-Creamback), zwei Kanäle, FX-Loop, blau, UVP 3272,- €

### CODE (seit 2016)
Die Marshall-CODE-Serie sind digitale Modelling-Verstärker, welche wieder zusammen mit Softube entwickelt wurden. Sie schließen damit an die JMD:1-Serie an, haben anders als diese aber eine Transistorendstufe. An Bord sind jeweils Modelle für 14 Vorverstärker, 4 Endstufen und 8 Boxen und 24 Effekte, außerdem Bluetooth zum Streamen von Audio und die Möglichkeit den Verstärker komplett per iOS- oder Android-App einzustellen. Am Gerät selber befindet sich dafür neben den üblichen Reglern und einer Reihe von Tastern ein kleines, einfarbig oranges Display.
- Code 25: 25 W, 1x10”-Combo, UVP 273,- €
- Code 50: 50 W, 1x12”-Combo, UVP 299,- €
- Code 100 Head/Combo : 100-W-Topteil / 2×12” Combo, UVP 349,- € / 449,- €

### Origin (seit 2018)
Die Origin Serie soll den Klang der frühen Marshall-Modelle (JTM-45, 1959SLP) wieder aufleben lassen. Sie haben nur einen Kanal mit eher wenig Gain und der typischen 3-Band-Klangregelung. Dazu kommt eine Boost-Funktion und ab 20 W auch noch Presence und Master. Die Besonderheit dieser Serie ist der Tilt-Regler mit dem zwischen einem normalen und eine High-Treble-Voicing stufenlos geblendet werden kann – die frühen Verstärkermodelle hatten dafür unterschiedliche Eingänge. Die Verstärker werden in Vietnam gefertigt, laut Marshall mit Endkontrolle in England.
- Origin 5 Combo: 5 W, 1x8" (Celestion Eight 15), UVP 359,- €
- Origin 20 Head/Combo: 20 W, Topteil/1x10" (Celestion V Type), UVP 549,- €/649,- €
- Origin 50 Head/Combo: 50-W-Topteil/1x12"-Combo (Celestion G12N-60 Midnight 60), UVP 649,- €/699,- €

### Studio (seit 2019)
Mit der Studio-Serie lässt Marshall bekannte Klassiker in kleineren 20-W-Versionen wieder aufleben. Diese Verstärker sind in Röhrentechnik (drei ECC83, zwei EL34) mit Schaltungen sehr nah an den Vorbildern aufgebaut und werden in England hergestellt. Anders als ihre Vorbilder verfügen sie aber über eine Leistungsreduzierung auf 5 W, FX Loop und D.I.-Out, wodurch sie sich vor allem für die Aufnahme im Studio eignen sollen.
- Studio Vintage (SV20H/SV20C) : 20-W-Topteil/1x12”-Combo (Celestion V Type), orientiert am Plexi, UVP 999,- €/1099,- €
- Studio Classic (SC20H / SC20C) : 20-W-Topteil/1x12”-Combo (Celestion V Type), orientiert am JCM800, UVP 999,- €/1099,- €
- Studio Jubilee (2525H/2525C) : Topteil/1x12”-Combo (Celestion Greenback G12M-25), das bereits länger als 20-W-Reissue verfügbare Modell wurde in die Studio-Serie integriert, UVP 899,- €/999,- €

## Effektgeräte (Auswahl)
- Marshall Guv'nor: Das 1988 auf dem Markt erschienene „Ursprungspedal“ zur Nachahmung des JCM800 für die folgenden Kleinversionen: BluesBreaker, DriveMaster und ShredMaster.
- BluesBreaker
- DriveMaster
- ShredMaster
- ED-1 Compressor
- VT-1 Vibratrem
- RG-1 Regenerator
- EH-1 Echohead
- RF-1 Reflector
- JH-1 Jackhammer
- BB-2 Bluesbreaker
- GV-2 Guvnor

## Marshall-Sound

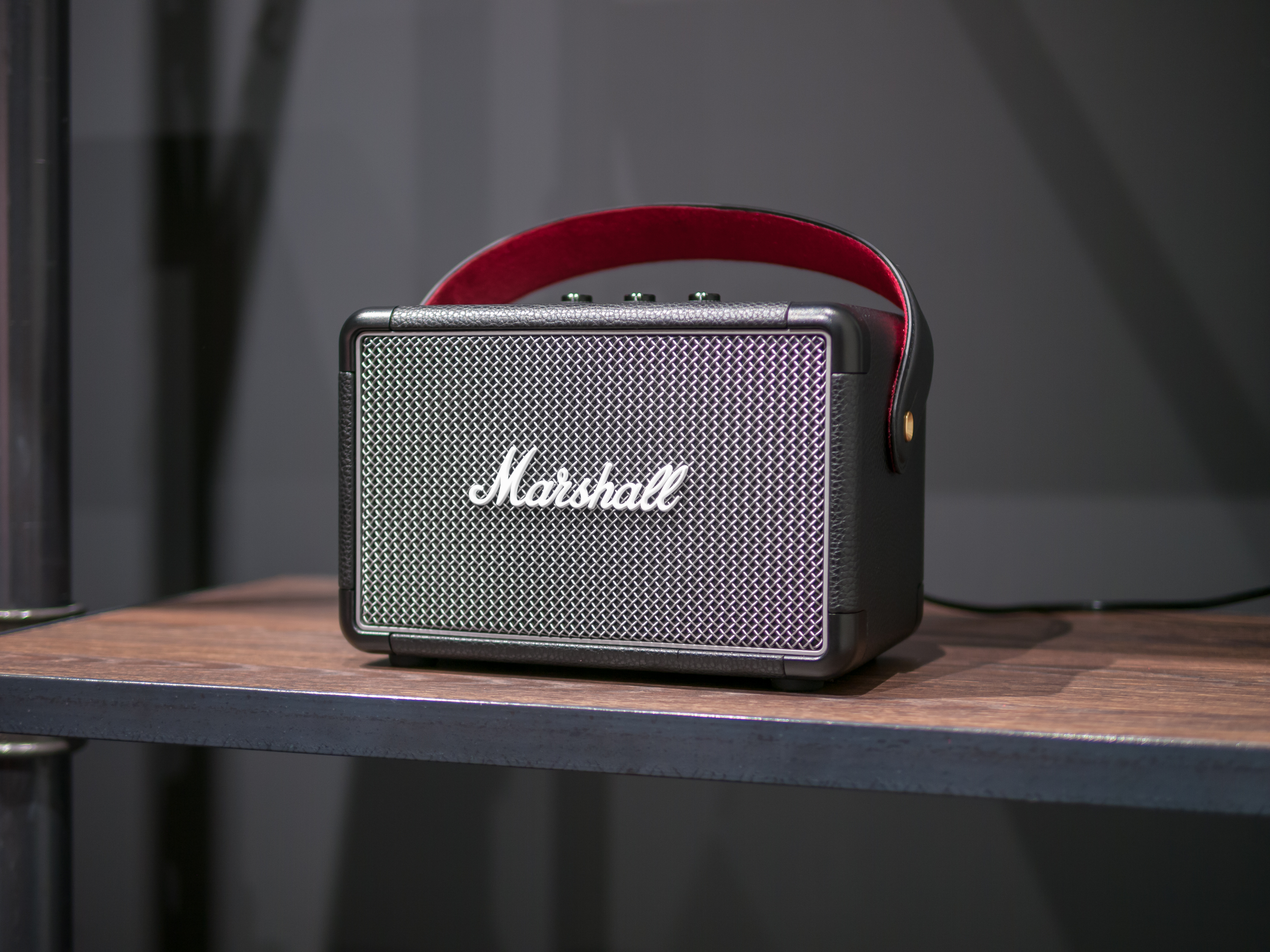
Portabler Bluetooth-Lautsprecher

Die Aufgabe eines Gitarrenverstärkers ist es zunächst, nur den natürlichen Klang des Instrumentes zu verstärken. Der Klang der Gitarre wird bei einer linear wirkenden Verstärkung als rein („clean“) wahrgenommen. Da es für elektrische Gitarren und Tonabnehmer unterschiedlichste Bauarten und Varianten gibt, haben diese auch elektrisch unterschiedliche Charakteristika. Viele Verstärker haben und hatten hierfür separate Eingänge mit unterschiedlichen Empfindlichkeiten (Hi für Gitarren mit geringer Ausgangsspannung und Lo für Gitarren mit höherer Ausgangsleistung).
Ist die Ausgangsleistung der Gitarre nun höher, als dies bei der elektrischen Dimensionierung des Verstärkers vorgesehen war, oder wird der „falsche“ Eingang verwendet, beginnt der Verstärker zu übersteuern. Hierbei entstehenden nicht-lineare Verzerrungen, welche den natürlichen Klang mit dem Grad der Übersteuerung in zunehmender Stärke verändern. Näheres hierzu unter nichtlineare Verzerrung. Einige Musiker, die auch zum Publikum aus Jim Marshalls Ladengeschäft gehörten, empfanden diesen „aggressiveren“ Klang als vorteilhaft für ihre Musik.
Obwohl dieser Effekt prinzipiell bei geeigneter Eingangsleistung mit jedem Verstärker erreicht werden kann, war es Marshall, der sich bereits Anfang der 1960er-Jahre zuerst systematisch mit der gezielten Erzeugung dieses Effektes und der Gestaltung von Verzerrung in seinen Produkten auseinandersetzte. Hierbei wurde besonderer Wert auf die Erforschung der Entstehung und der Charakteristika von Verzerrungen an den unterschiedlichen Punkten in der Signalkette gelegt. Die Übersteuerung der Vorstufe wird als Distortion bezeichnet, die Übersteuerung der Endstufe wird als Overdrive benannt. Beides zusammen ergibt den klanglichen Gesamteindruck der Verzerrung.
Erstaunlicherweise wurden diese Eigenschaften der Marshall-Produkte zunächst nicht von anderen Herstellern von Gitarrenverstärkern kopiert. Die Hörgewohnheiten des breiten Publikums hatten sich zu diesem Zeitpunkt wohl noch nicht an diese Verzerrung und den aggressiven Klang eines Pete Townshend oder Jimi Hendrix gewöhnt. Gerade deshalb aber kamen Musiker, welche Ende der 1960er-Jahre Marshall-Produkte einsetzten, bei ihrem Publikum auch „härter rüber“. Speziell europäische Musiker und Bands, welche von dieser Art der Musik inspiriert wurden (z. B. Deep Purple, Black Sabbath, Led Zeppelin oder Judas Priest), halfen seit Ende der 1960er-Jahre mit, den „Marshall-Sound“ populär zu machen.
Da es für den charakteristischen Marshall-Sound wünschenswert ist, eine Verzerrung sowohl in der Vorstufe als auch in der Endstufe zu erreichen, war es bis Mitte der 1970er-Jahre üblich, die Verstärker mit maximaler Lautstärke zu spielen. Einem Vorschlag von Eddie van Halen folgend, wurde ein zweiter Lautstärkeregler (Master Volume) am Ende der Vorstufe eingefügt, welcher das Audio-Signal in seiner Stärke begrenzt, bevor es die Endstufe erreicht. Somit konnte die Vorstufe nun wie vorher durch das Aufdrehen des Volume-Reglers in die gewünschte Verzerrung gebracht werden, jedoch die effektive Verstärkerleistung (Lautstärke) der Endstufe mit dem neuen Master-Volume getrennt reguliert werden. Hierbei verzichtete man natürlich auf die charakteristische Endstufenverzerrung, welche nach wie vor nur bei voller Leistung des Verstärkers erreicht wird. Aus dieser Idee entstand ab 1976 die Marshall „MK II Masters Series“ Verstärkerbaureihe. Diese Modifikation war so erfolgreich, dass sie mittlerweile in fast allen Vollröhren-Gitarrenverstärkern ab einer gewissen Leistungsklasse zu finden ist.

## Unternehmen
Marshall ist heute der weltweit führende Hersteller von Gitarrenverstärkern. Die Produkte werden im englischen Bletchley von einem Team von Technikern und Musikern entwickelt und gefertigt. Marshall unterhält darüber hinaus auch Fertigungsstätten in China und Südkorea, vornehmlich für die Einsteigermodelle der „MG“-Serie. Marshall bezieht seine nach speziellen Vorgaben gefertigten und selektierten Elektronenröhren mit „Marshall“-Schriftzug von der New Sensor Corporation. Jim Marshalls Tochter Victoria Marshall ist Managing Director des Unternehmens, sein Sohn Terry aktiver Saxophonist. Für interessierte Besucher, welche sich im Voraus anmelden, werden auch Führungen durch die Fertigung, die hauseigene Probe- und Konzerthalle, sowie durch ein kleines Museum mit Exponaten aus der Geschichte des Unternehmens durchgeführt. Es existiert ein eigenes Customer-Support-Center, welches Geräte zur Reparatur entgegennimmt, Fehlerdiagnosen durchführt („while you wait“) und auch Ersatzgeräte vermittelt.
Über Jim Marshall, seine Unternehmen und sein Leben sind inzwischen mehrere Bücher verfasst worden, unter anderem The History of Marshall von Michael Doyle und The Father of Loud (deutscher Titel: „Pionier des Rocksounds“) von Rich Maloof. Jim Marshall geboren 1923, starb am 5. April 2012.

## Trivia
- Die ab 1981 verwendete Handelsbezeichnung „JCM 800“ für den Verstärker vom Typ 2203 stammte vom Nummernschild von Jim Marshalls Wagen.[11]
- Nigel Tufnel, der Gitarrist der fiktiven, englischen Rockband Spinal Tap, ließ im Film This Is Spinal Tap seine Marshalls derart modifizieren, dass deren Drehregler eine Skala von „0“ bis „11“ anstelle des sonst üblichen Maximums von „10“ hatten – mit der Begründung, 11 sei „one louder“ („eins lauter“).[2]
- Marshall brachte in der JCM-900-Hi-Gain-Serie einen eigenen „Gain“-Regler an, der sogar eine Skala von „0“ bis „20“ aufwies. Darüber hinaus engagierte Marshall den Darsteller von Nigel Tufnel, um Werbung für diesen Verstärker zu machen. … that’s nine louder innit![2]